# روبرت ورسستر
روبرت ورسستر (بالإنجليزية: Robert Worcester)‏ هو شخصية أعمال بريطاني، ولد في 21 ديسمبر 1933 في كانساس سيتي في الولايات المتحدة.

## وصلات خارجية
- روبرت ورسستر على موقع الموسوعة البريطانية (الإنجليزية)